# Reser Stadion
A Reser Stadion (korábban Parker Stadion) az Oregoni Állami Egyetem amerikaifutball-létesítménye az Amerikai Egyesült Államok Oregon államának Corvallis városában. Az Oregon State Beavers által használt létesítményt 1953-ban adták át, jelenlegi nevét 1999-ben vette fel.
A lelátó átépítésével befogadóképessége 43 ezerről 35 ezer főre csökkent. Tengerszint feletti magassága 73 méter.

## Története
1950 és 1953 között az amerikaifutball-csapat mérkőzéseit a Bell Sportpályán és a Multnomah Stadionban (ma Providence Park) játszotta. 1948-ban August L. Strand rektor, Spec Keene atlétikai igazgató és Charles T. Parker üzletember, az intézmény egykori hallgatója megállapodtak egy új stadion felépítésében; 1949-ben Parker adománygyűjtést indított és maga is nagyobb összeggel járult hozzá a projekthez. Az 1952-ben átadott létesítményt Parkerről nevezték el. Az első mérkőzést a hazatérés napján, 1954. november 14-én játszották, amikor 7–0-ra legyőzték a Washington State Cougarst. Befogadóképessége ekkor 28 ezer fő volt.
1958-ban, 1965-ben és 1967-ben felújították és befogadóképességét 40 500 főre növelték, de az eredeti terveket nem valósították meg. 1988-ban megkezdték a délnyugati lelátó tetejének építését, az 1990-es felújításkor pedig befogadóképessége 35 362 főre csökkent. A sajtópáholyt 1991-ben adták át.
1999 júniusában felvette Al és Pat Reser öregdiákok és szponzorok nevét (a stadion előtti teret továbbra is Parkernek hívják). Az Oregon Ducks elleni mérkőzéseket itt, illetve az Autzen Stadionban játsszák.

### Felülete
A pálya felülete 1968-ig természetes gyep volt; ezt 1969-ben műfűre (AstroTurf) cserélték, amit 1974-benSablon:Jegyze és 1977-ben felújítottak. 1984 és 1999 között a burkolat All-Pro műfű volt, amit AstroTurf 12/2000-re cseréltek. 2005-ben térkitöltéses FieldTurföt telepítettek, amit 2012-ben felújítottak.

## Bővítése
2004-ig befogadóképessége 35 362 fő volt, amit a 2003-ban indult „Raising Reser” projektben az északkeleti lelátó megépítésével 2005-re 43 300-ra növeltek, 2006–2007-ben pedig a sarkokban további ülőhelyeket elhelyezve 45 674-re emelték és kihelyeztek egy 46×9 méteres kivetítőt is. A harmadik fázisban a legfelső szintek padlója a délnyugati lelátó fölé nyúlna.
Az északi oldalon lévő Valley Football Centerben konditerem, valamint irodák találhatók. A 2014 decemberében bejelentett, 2015-ben kezdődött és 2016-ra befejezett, 42 millió dolláros Victory Through Valley projekt keretében előadótermet, irodákat, öltözőket és dicsőségcsarnokot alakítottak ki.
2021. február 4-én bejelentették a délnyugati lelátó felújítását, melynek keretében a befogadóképesség 35 548 főre csökkent.

## Műalkotások
Láncfűrész
A teraszon egy túlméretes láncfűrészt helyeztek el; Sara Elcano külkapcsolati igazgató szerint jelenléte „jóleső érzés”.
Visszavonultatott mezszámok
Az északi szektorban kialakított múzeumban kiállították Terry Baker 11-es mezét; ugyan nem visszavonultatott mezszám, de Al Reser tiszteletére egy AL jelű mezt is kiállítottak.
Vasemberek szobra
A délkeleti zónában az 1933-as csapatnak (a „vasembereknek”) emléket állító alkotás látható, ami a csapat utolsó élő tagja, William „Bill” Tomsheck adománya.
1933. október 21-én a csapat egy órán át 11 játékossal játszva 0–0-s eredményt ért el az országos bajnok USC Trojans ellen.
„Beaver Fans 1”
A keleti bejáratnál látható Tom Morandi oktató szurkolókat ábrázoló bronzszobrainak egy példánya, amit a One Percent for Art Program keretében helyeztek el. A szabály kimondja, hogy az új épületek költségvetésének egy százalékát műalkotásokra kell fordítani.
„Elektromos mező”
A stadion előtti téren 2006-ban elhelyeztek egy világító X-ekből és háromszögekből álló szobrot, ami az alkotó, Dennis Oppenheim szerint a mérkőzések dinamikáját ábrázolja.

## Részvételi rekordok
| #  | Dátum              | Ellenfél                 | Eredmény | Nézőszám |
| -- | ------------------ | ------------------------ | -------- | -------- |
| 1  | 2012. november 24. | Oregon Ducks             | 24–48    | 47 249   |
| 2  | 2012. október 6.   | Washington State Cougars | 19–6     | 46 579   |
| 3  | 2010. december 4.  | Oregon Ducks             | 20–37    | 46 469   |
| 4  | 2008. december 29. | Oregon Ducks             | 38–65    | 46 319   |
| 5  | 2012. november 3.  | Arizona State Sun Devils | 26–36    | 45 979   |
| 6  | 2008. november 15. | California Golden Bears  | 34–29    | 45 969   |
| 7  | 2012. október 20.  | Utah Utes                | 21–7     | 45 796   |
| 8  | 2014. november 29. | Oregon Ducks             | 47–19    | 45 722   |
| 9  | 2007. november 10. | Washington Huskies       | 29–23    | 45 629   |
| 10 | 2010. október 30.  | California Golden Bears  | 35–7     | 45 439   |

## Hasznosítása
Az amerikai futball mellett klubsportokat is játszanak itt, emellett itt rendezik meg a júniusi diplomaosztót. Felszólalt már John Glenn és Michelle Obama is.
A 2018 és 2019 év végi „Dam Jam” koncert 14–18 ezer embert vonzott. Fellépett Akon és Jesse McCartney is. A 2005-ös szezon nyitómérkőzésén a Montgomery Gentry játszott.

## Fordítás
- Ez a szócikk részben vagy egészben  a   Reser Stadium című angol Wikipédia-szócikk ezen változatának fordításán alapul.  Az eredeti cikk szerkesztőit annak laptörténete sorolja fel. Ez a jelzés csupán a megfogalmazás eredetét és a szerzői jogokat jelzi, nem szolgál a cikkben szereplő információk forrásmegjelöléseként.